# 秃发染干
秃发染干（?—?），南凉宗室，河西鲜卑人，是南凉国王秃发傉檀的儿子。
411年，秃发傉檀征伐北凉沮渠蒙逊，兵分五路，抢掠了百姓五千多户。不久，大雾弥漫，风雨交加，沮渠蒙逊大军出现，秃发傉檀败退。沮渠蒙逊围困乐都，秃发傉檀最后又用儿子秃发染干作为人质，请求和解，沮渠蒙逊才收兵。